# 天台霞標
天台霞標（てんだいかひょう）は、江戸時代に書かれた天台宗に関する僧侶の伝記を補う遺文などを採録した書物。
天台宗を開いた最澄の950遠忌を迎えた1771年（明和8年）に金竜敬雄が140名余りに関する撰述における序跋や後世の伝賛、宣旨・詔勅・官符などの公文書などの遺文資料を採録して全3巻として刊行した。その後、羅渓慈本が1829年（文政12年）と1862年（文久2年）に校訂・増補を行い、最終的に全7編28巻、156名を採録した。
聖徳太子・鑑真など、最澄以前の人物から1300年余りに及ぶ人物に関する資料を人物単位をまとめたのが特徴であり、更に羅渓慈本による緻密な考証も高く評価されている。なお、羅渓慈本は金竜敬雄の記述の誤りを指摘する一方で追加した十数名の中に敬雄を含めている。後に『大日本仏教全書』に採録された。